# Linia kolejowa 81 Hatvan – Somoskőújfalu
Linia kolejowa Hatvan – Somoskőújfalu – linia kolejowa na Węgrzech. Jest to linia jednotorowa, nie zelektryfikowana.

## Historia
Linia została oddana do użytku 1 lipca 1868 roku.